# بوز اریغ
بوز اریغ (به لاتین: Bowz Arigh) یک منطقهٔ مسکونی در افغانستان است که در ولایت بلخ واقع شده‌است.